# 2449 Kenos
2449 Kenos eller 1978 GC är en asteroid i huvudbältet som korsar Mars omloppsbana. Den upptäcktes 8 april 1978 av den amerikanske astronomen William Liller vid Cerro Tololo. Den har fått sitt namn efter Kenos i Selk'nam mytologin.
Den tillhör asteroidgruppen Hungaria.